# Vincenzo Aiutino
 (décembre 2018).
Vincenzo Aiutino, né le 11 mars 1970 à Zofingue en Suisse, est un tueur en série français surnommé « l’homme aux cinquante affaires ». Reconnu coupable de meurtre dans trois affaires, survenues à Longwy en Meurthe-et-Moselle, il est condamné le 6 mars 1998 à la réclusion criminelle à perpétuité, assortie d'une durée incompressible de 18 ans.
Âgé d'à peine 22 ans au moment de son arrestation, en février 1992, Vincenzo Aiutino était le plus jeune tueur en série de France, jusqu'à l'inculpation de Sid Ahmed Rezala en janvier 2000.

## Biographie
Vincenzo Aiutino, d'origine italienne, est né le 11 mars 1970 en Suisse. Son père Domenico Aiutino, un maçon sicilien déjà marié en Italie, ne le reconnaît pas. La famille déménage pour la Belgique.
En 1975, à 5 ans, Vincenzo Aiutino assiste au viol par son père d'une de ses sœurs, âgée de 7 ans.
En 1977, à 7 ans, Aiutino incendie le domicile de sa mère. Il est signalé par la justice des enfants, mais n'est pas pris en charge.
En 1982, à 12 ans, Vincenzo Aiutino se met à voler dans les vestiaires d'un terrain de football. À la suite de cela, il est confié dans un centre pour handicapés, afin d'être encadré. Aiutino découvre alors le métier de mécanicien, dans lequel il avouera une certaine passion. Mais, étant ingérable et incapable de reconnaître ses torts sur certains points, Vincenzo Aiutino est licencié. 
En 1985, à 15 ans, Aiutino est en stage sur un chantier. Il s'exhibe devant une femme. Il est renvoyé et fait un séjour en établissement psychiatrique.
En 1986, à 16 ans, il abandonne sa scolarité, sans diplôme.
En janvier 1988, Vincenzo Aiutino est placé dans un hôpital psychiatrique, mais est rapidement relâché à la demande de son père. Aiutino est majeur depuis le 10 mars 1988.
Entre 1988 et 1989, il multiplie les affaires de mœurs, obéissant à ses pulsions sans aucun frein. 
En février 1990, Vincenzo Aiutino est condamné à 3 ans de prison dont un an ferme pour attentat à la pudeur et outrages commis sur quatre femmes de Longwy. Alors qu'il est en détention provisoire 
Le 14 mars 1991, Vincenzo Aiutino est libéré de prison. Il a alors 21 ans.

## Les faits et l'enquête
Le 6 août 1991, une jeune attachée commerciale de 20 ans, Isabelle Le Nénan, quitte son collègue de l'agence de travail temporaire « Bis » de Longwy-Haut pour aller déjeuner avec une amie. Alors qu'elle rejoint le parking de l'hypermarché Auchan à Mont-Saint-Martin, elle est abordée par son meurtrier qui l'attire sur son chantier en lui demandant de l'aider à porter un objet lourd. Là, il s'exhibe puis tente de la violer, avant de la tuer à l'aide de plusieurs coups portés par une barre de fer. À la suite de son meurtre, Vincenzo Aiutino cache le corps sans vie de sa victime dans la forêt de Turpange en Belgique. La disparition de la jeune femme sera signalée par sa famille, mais compte tenu de l'âge d'Isabelle Le Nénan, la disparition est rapidement considérée par la police comme étant une fugue. Les recherches s'arrêtent, contre la volonté de la famille de la disparue.
Le 13 septembre 1991, Isabelle Christophe, jeune caissière de 21 ans à l'hypermarché Auchan à Mont-Saint-Martin, est également abordée par Aiutino avec le même prétexte. Il la conduit à une cave de son chantier où il la viole, l'étrangle et l'achève à coups de barre de fer. Pensant là-aussi initialement à une fugue ou à un suicide, les policiers ne prennent pas au sérieux la demande des parents comme dans la première affaire de disparition, même si les faits présentent plusieurs similitudes avec la disparition d'Isabelle Le Nénan. Le père de la première victime Bertrand Le Nénan, très tenace, est chassé du commissariat. Il décide de prendre les choses en main car les 2 familles ont l'impression qu'elles ne sont pas prises assez au sérieux à cause de leur milieu social modeste. Il enquête et retrouve le sac à main de sa fille à proximité d'un parking de supermarché.
Le 20 octobre 1991, deux chasseurs découvrent dans les taillis du bois de Turpange un corps nu dans un état de décomposition avancée et à moitié carbonisé. L'autopsie du corps, identifié essentiellement grâce aux bijoux que porte la jeune femme, révèle qu'elle est morte d'une fracture du crâne à la suite d'un coup porté avec une barre de fer. Au départ, les policiers se refusent à envisager le pire pour Isabelle car elle est majeure. Progressivement, les policiers consentent enfin à privilégier la piste du crime sexuel. Ils épluchent les dossiers des délinquants sexuels de la région et ciblent quatre hommes, dont Vincenzo Aiutino, maçon travaillant sur un chantier près de l'hypermarché de Mont-Saint-Martin. 
Le 20 novembre 1991, des inspecteurs de la SRPJ de Nancy interpellent Aiutino mais, faute de preuve et ayant un alibi confirmé par son épouse Marie-Antoinette, le relâchent après 10 heures de garde à vue.
Le 24 février 1992, Vincenzo Aiutino crève un pneu de la voiture de Bernadette Bour, visiteuse médicale de 40 ans qu'il vient de voir dans la salle d'attente d'un médecin. Il l'aide à le réparer et lui propose de venir se laver les mains chez lui, ce qui lui permet de l'emmener dans le sous-sol de son domicile. Il tente de la violer et face à sa résistance la tue à coups de barre de fer. Il laisse le corps dans le bois de Buré d'Orval. La disparition de Bernadette Bour ayant lieu près du domicile d'Aiutino au 8 rue Joseph Labbé, les policiers décident de l'interpeller mais l'agresseur s'enfuit en 4x4.
Le 26 février 1992, les policiers belges arrêtent Aiutino chez son père à Aubange. L'agresseur se dit premièrement "innocent", avant de passer des aveux complets concernant les trois meurtres. Les corps d'Isabelle Christophe et de Bernadette Bour sont retrouvés le 28 février 1992, sur la base des indications d'Aiutino. Âgé d'à peine 22 ans, il est alors incarcéré à la prison d'Arlon. 
Le 8 avril 1992, Vincenzo Aiutino, en prison, finit par se rétracter et accuse son père Domenico, retardant ainsi son extradition en France où les peines de sûreté sont plus sévères qu'en Belgique. Aiutino parvient à s'évader de prison quelques jours plus tard après une prise d'otages qu'il avait organisé la veille. Mais, n'ayant nulle part où aller, Vincenzo Aiutino est repris le jour même et retourne en prison.
Le 6 mai 1992, Vincenzo Aiutino est condamné à deux ans de prison ferme pour des attentats à la pudeur commis en 1988. 
Le 6 janvier 1993, Aiutino est condamné par le tribunal correctionnel d'Arlon à trois ans de prison ferme pour sa tentative d'évasion avec prise d'otage. Sa peine est aggravée en appel à cinq ans de prison ferme.
En mars 1993, Marie-Antoinette Aiutino est mise en examen pour recel de cadavre.
Le 19 août 1993, alors qu'il est emprisonné en Belgique depuis près d'un an et demi, Vincenzo Aiutino est extradé en France, à la Maison d'arrêt de Metz. Dès son extradition, Aiutino accuse désormais son beau-frère des trois meurtres.
Le 12 janvier 1996, après avoir tenté de se suicider la veille, Vincenzo Aiutino est extrait de la Maison d'arrêt de Metz en vue d'une reconstitution. Mais, refusant de collaborer, les familles des victimes, interviewées, crient à un "scandale judiciaire", en raison des prétextes d'Aiutino afin de retarder son jugement. Vincenzo Aiutino regagne la Maison d'arrêt de Metz après la reconstitution et est renvoyé devant la Cour d'assises de Nancy.

## Liste des victimes connues
| Enlèvement        | Enlèvement                             | Découverte      | Découverte           | Identité            | Âge | Activité / Profession                                            |
| Date              | Lieu                                   | Date            | Lieu                 | Identité            | Âge | Activité / Profession                                            |
| ----------------- | -------------------------------------- | --------------- | -------------------- | ------------------- | --- | ---------------------------------------------------------------- |
| 6 août 1991       | Parking du Auchan de Mont-Saint-Martin | 20 octobre 1991 | Forêt de Turpange    | Isabelle Le Nénan   | 20  | Attachée commerciale à l'agence Bis                              |
| 13 septembre 1991 | Longwy                                 | 28 février 1992 | Forêt de Turpange    | Isabelle Christophe | 21  | Réassortisseuse au rayon épicerie du Auchan de Mont-Saint-Martin |
| 25 février 1992   | Longwy                                 | 28 février 1992 | Bois de Buré d'Orval | Bernadette Bour     | 40  | Visiteuse médicale                                               |

## Procès et condamnations
Le 2 mars 1998, Vincenzo Aiutino est jugé devant la Cour d'assises de la Meurthe-et-Moselle à Nancy. Il est jugé à quelques jours de ses 28 ans. Les experts psychiatres diagnostiquent une personnalité très troublée, un psychopathe pervers incurable mais responsable de ses actes. Bien qu'il ait précédemment avoué être responsable des meurtres des deux premières victimes, Aiutino ne reconnaît devant la Cour que le meurtre de Bernadette Bour. 
Le 6 mars 1998, il est condamné à la réclusion criminelle à perpétuité, assortie d'une durée incompressible de 18 ans alors qu'il encourait jusqu'à 22 ans de sûreté. Ayant précédemment effectué 6 ans de détention provisoire, Aiutino voit sa libération possible à partir de février 2010, ce qui a fait naître, à tort, la rumeur selon laquelle il était remis en liberté à cette époque. Son épouse Marie-Antoinette Aiutino, née Calla, est condamnée à six mois de prison avec sursis pour destruction de preuves et transport de cadavre.
En novembre 1998, Vincenzo Aiutino saccage quatre cellules à la maison d’arrêt de Nancy et agresse plusieurs surveillants. Il est condamné à cinq mois de prison pour ce délit.

## Articles de presse
- « Triple meurtrier » Article publié le 29 février 1992 dans L'Humanité.
- « Soulagement au pays de Longwy le meurtrier de trois jeunes Françaises arrêté à Aubange : un Italien qui sera extradé » Article d'Annie Gaspard publié le 29 février 1992 dans Le Soir.
- « La perpétuité pour Aiutino » Article de Marcel Gay publié le 6 mars 1998 dans L'Est républicain.
- « Vincenzo Aiutino, j’en rêve encore ! » Article de M. Durant publié le 14 septembre 2011 dans Sud Presse.

## Documentaires télévisés
- « Vincenzo Aiutino, l'homme aux 50 affaires » en février 2010 et mai 2011 dans Faites entrer l'accusé présenté par Christophe Hondelatte sur France 2.
- « Affaire Vincenzo Aïutino : les disparues de Longwy » (premier reportage) le 10 mars 2018 dans Chroniques criminelles sur TFX.

## Émission radiophonique
- « Vincenzo Aiutino, le tueur en série de Longwy » le 3 février 2018 dans Hondelatte raconte sur Europe 1.
- « L'affaire Vincenzo Aiutino » le 20 février 2018 dans L'Heure du crime de Jacques Pradel sur RTL.